# Индекс ГРАУ

Большая эмблема ГРАУ Минобороны России

Индекс ГРАУ (индекс заказывающего управления МО) — условное цифро-буквенное обозначение образца вооружения и военной техники, присваиваемое одним из Заказывающих управлений Министерства обороны СССР и России.
Индексы ГРАУ были введены Главным артиллерийским управлением (ГАУ, ныне ГРАУ) в 1930-е годы для обозначения изделий артиллерийского вооружения в несекретной переписке. Была разработана система индексации образцов вооружения (индексатор). В 1956 году в связи с тем, что индексатор образца 1938 года исчерпал свою ёмкость и не удовлетворял требованию сохранения государственной тайны, а также в связи с появлением принципиально новых видов вооружений, например, ракетного вооружения и техники, система претерпела ряд изменений. Кроме того, схожие по построению индексы стали присваиваться другими Заказывающими управлениями: УРАВ ВМФ, УВ ВВС, УВ ПВО, УРВ РВСН, Космическими войсками и другими.

## Принципы построения обозначений

### Структура индексов
Существуют два основных принципа построения индексов: «старый», по которому они присваивались с 1935 до 1956 года, и «новый», действующий в настоящее время.

#### Индексатор 1938 года
Первый индексатор был разработан военным инженером Р. Ф. Миллером (1895—1939) и утверждён в Научно-техническом комитете АУ РККА в 1932 году. Основной его инновацией была идея группировать орудия и все относящиеся к ним изделиям грубо по классам (нарезные от 20 до 40 мм — 1-й класс, до 60 мм — 2-й, до 100 мм — 3-й, до 150 мм — 4-й, до 200 мм — 5-й, до 300 мм — 6-й, свыше 300 мм — 7-й, гладкоствольные — 8-й), внутри класса — на группы по калибру и баллистике внутри калибра, и внутри групп — по типу используемого выстрела или патрона: все орудия, стреляющие одними и теми же боеприпасами, и все их принадлежности оказывались связанными одним номером. Сам индексатор не получил широкого распространения, но идея прижилась, как и использование в индексах инициалов типа П для обозначения пушек, Г — гаубиц, Ф — транспортировочных средств и т. п.
Согласно «старому» принципу систематической номенклатуры, разработанному Научно-техническим отделом АУ РККА весной 1935 года, индекс изделия, с 1938 года наносившийся на боеприпасы и укупорку (откуда и современное название индексатора), имел следующий вид:
52-П-365
53-О-530А
Первые две цифры индекса обозначают отдел АУ РККА (с июня 1940 года — ГАУ КА), к ведению которого относится изделие. Известны следующие отделы:
- 50 — отдел, в ведении которого находятся материалы;
- 51 — … военные приборы;
- 52 — … материальная часть артиллерии;
- 53 — … выстрелы унитарного и раздельного заряжания, снаряды, взрыватели, мины и миномётные выстрелы, а также тара для них;
- 54 — … метательные заряды для артиллерийских и миномётных выстрелов и их элементы, средства воспламенения, гильзы и тара для них;
- 55 — … авиационное бомбовое вооружение (вскоре после введения системы индексации авиационное бомбовое вооружение было передано в ведение Управления Вооружения ВВС с заменой цифр 55 в индексах на одну цифру 7);
- 56 — … пехотное вооружение;
- 57 — … пехотные боеприпасы.

Буква или их комбинация, расположенная после номера отдела, указывают на тип изделия. Так, для отдела 52 буквой П обозначаются пушки, буквой М — минометы; для отдела 53: ОФ — осколочно-фугасные боеприпасы, БР — бронебойно-трассирующие и так далее.
Трёхзначный номер в конце индекса указывает на конкретный образец. При этом индексы «старого» имеют следующие особенности, унаследованные от индексатора 1932 года: упорядочивание номеров в порядке возрастания калибров, массо-габаритных характеристик и типов образцов (например, в отделе 52 номера 351—363 имеют 76-мм орудия, номера 365—372 — 85-мм орудия и т. д.), соответствие номеров разных отделов (например, 56-А-231 — 7,62-мм самозарядный карабин Симонова (СКС), а 57-Н-231 — нормализованный 7,62-мм патрон к нему).
Буква в конце индекса обозначает модификацию образца (например, М — модернизированный) или конструктивную особенность (напр. для осколочных снарядов и мин (53-О…) буква А обозначает корпус из сталистого чугуна, а у кумулятивных М — воронку из меди).

#### Индексатор 1956 года
В 1956 году ГАУ, ещё не ставшее тогда Главным ракетно-артиллерийским управлением (ГРАУ), ввело новый принцип индексации. Согласно ему, индекс образца имеет следующий вид:
2А42
3ОФ25
В новых индексах две первые цифры, обозначающие отдел ГАУ, заменены на одну, причём соответствие сохранилось, то есть:
- 1 — оптические и радиолокационные приборы, системы управления;
- 2 — артиллерийские орудия и миномёты;
- 3 — артиллерийские боеприпасы;
- 4 — метательные заряды артиллерии;
- 6 — пехотное вооружение;
- 7 — пехотные боеприпасы.

В связи с появлением новой техники, прежде всего ракетной, система обозначений периодически претерпевала изменения. Так, если для обозначения ранних образцов ракетной техники использовались индексы существующих отделов 2, 3, 4, то позднее для ракет Сухопутных войск был введён отдел 9. Также, для некоторых ракет СВ, до передачи их в ведение сформированных в декабре 1959 года Ракетных войск стратегического назначения (РВСН), использовался отдел 8.
Появление новых видов Вооружённых сил потребовало введения новых систем обозначений. При этом новые заказывающие управления, в основном, использовали принципы построения «новой» системы индексации ГРАУ.
Управление вооружения войск ПВО присваивало изделиям, относящимся к его ведению, индексы с номером отдела 5, а Управление ракетного вооружения РВСН использовало для своих изделий уже существовавший номер отдела 8. Позднее из УРВ РВСН выделилось ГУКОС — Главное управление космических средств, которое при присвоении индексов использовало номер отдела 11.
В дальнейшем, в связи с бурным развитием новой техники, УВ ПВО, УРВ РВСН и ГУКОС ввели новые отделы.
УВ ПВО ввело отдел 6, причём структура индекса стала «обратной», то есть номер отдела ставился в конце индекса, а номер образца — впереди, например, 48Н6. Чёткого разделения на типы изделий с помощью букв не наблюдается. Это характерно и для отдела 5.
УРВ РВСН в настоящее время присваивает индексы с номером отдела 15, а ГУКОС использует номера отделов 14 и 17.
Существуют также индексы с номерами отделов 13 и 16. Такие индексы присваиваются элементам капитального строительства, электро- и водоснабжения объектов РВСН и Космических войск.

### Группы индексов «старой» системы

#### Отдел 51 — оптические и радиолокационные приборы
- 51-В… — измерительный инструмент
- 51-И… — инструмент и приспособления
- 51-ИК… — инфракрасные приборы
- 51-м… — оптические прицелы
- 51-РЛ… — радиолокационные приборы
- 51-Я… — укупорки (ящики) для приборов

#### Отдел 52 — артиллерийские орудия и минометы
- 52-Г… — гаубицы
- 52-ГС… — гаубицы самоходные
- 52-Ж… — жестянки, сосуды и ёмкости
- 52-З… — зарядные ящики
- 52-И… — инструмент
- 52-ИТ… — инструмент для танковых пушек
- 52-ИЦ… — инструмент для механических прицелов
- 52-Л… — лафеты
- 52-ЛТ… — лафеты танковые
- 52-М… — миномёты и мортиры
- 52-П… — пушки
- 52-ПК… — пушки казематные
- 52-ПС… — пушки самоходные
- 52-ПТ… — пушки танковые
- 52-Р… — передки
- 52-С… — стволы с затворами (тела орудий)
- 52-У… — буксируемые и колёсные самоходные установки под лафеты орудий, РСЗО
- 52-Ф… — транспортировочные приспособления (лыжные установки, вьюки и упряжь, орудийные повозки и т. п.)
- 52-Х… — вкладные стволы
- 52-Ц… — целевые приборы, механические прицелы
- 52-ЭТ… — приводы танковые
- 52-Я… — укупорки (ящики) для элементов артиллерийского вооружения

#### Отдел 53 — артиллерийские боеприпасы
- 53-А… — агитационные боеприпасы
- 53-Б… — бронебойные
- 53-БЗР… — бронебойно-зажигательно-трассирующие боеприпасы
- 53-БК… — бронебойные кумулятивные оперенные боеприпасы
- 53-БП… — бронепрожигающие (кумулятивные вращающиеся) боеприпасы
- 53-БР… — бронебойно-трассирующие калиберные и подкалиберные боеприпасы
- 53-В… — взрыватели
- 53-ВА… — выстрелы раздельного заряжания с А боеприпасами
- 53-ВБ… — выстрелы раздельного заряжания с Б боеприпасами
- 53-ВБК… — выстрелы раздельного заряжания с БК боеприпасами
- 53-ВБП… — выстрелы раздельного заряжания с БП боеприпасами
- 53-ВБР… — выстрелы раздельного заряжания с БР боеприпасами
- 53-ВГ… — выстрелы раздельного заряжания с Г боеприпасами
- 53-ВД… — взрыватели дистанционно-ударные
- 53-ВД… — выстрелы раздельного заряжания с Д боеприпасами
- 53-ВЗ… — выстрелы раздельного заряжания с З боеприпасами
- 53-ВО… — выстрелы раздельного заряжания с О боеприпасами
- 53-ВОФ… — выстрелы раздельного заряжания с ОФ боеприпасами
- 53-ВОХ… — выстрелы раздельного заряжания с ОХ боеприпасами
- 53-ВС… — выстрелы раздельного заряжания с С боеприпасами
- 53-ВФ… — выстрелы раздельного заряжания с Ф боеприпасами
- 53-ВХ… — выстрелы раздельного заряжания с Х боеприпасами
- 53-ВХН… — выстрелы раздельного заряжания с ХН боеприпасами
- 53-ВХС… — выстрелы раздельного заряжания с ХС боеприпасами
- 53-ВШ… — выстрелы раздельного заряжания с Ш боеприпасами
- 53-Г… — бетонобойные боеприпасы
- 53-Д… — дымовые боеприпасы
- 53-ДЦ… — пристрелочно-целеуказательные боеприпасы
- 53-Ж… — разрывные заряды боеприпасов
- 53-З… — зажигательные боеприпасы
- 53-ЗР… — зажигательно-трассирующие боеприпасы
- 53-И… — инструмент
- 53-М… — трубки механические (дистанционные неконтактные взрыватели)
- 53-О… — осколочные боеприпасы
- 53-ОЗР… — осколочно-зажигательно-трассирующие боеприпасы
- 53-ОР… — осколочно-трассирующие боеприпасы
- 53-ОФ… — осколочно-фугасные боеприпасы
- 53-ОХ… — осколочно-химические боеприпасы
- 53-П… — практические боеприпасы
- 53-ПБР… — практические бронебойно-трассирующие боеприпасы
- 53-ПР… — практические трассирующие боеприпасы
- 53-ПУ… — учебно-практические боеприпасы
- 53-Р… — трассирующие боеприпасы
- 53-С… — светящие (осветительные) боеприпасы
- 53-Т… — трубки пороховые (дистанционные неконтактные взрыватели)
- 53-УБ… — унитарные выстрелы (патроны) с Б снарядами
- 53-УБК… — унитарные выстрелы (патроны) с БК снарядами
- 53-УБП… — унитарные выстрелы (патроны) с БП снарядами
- 53-УБР. — унитарные выстрелы (патроны) с БР снарядами
- 53-УД… — унитарные выстрелы (патроны) с Д снарядами
- 53-УЗ… — унитарные выстрелы (патроны) с З снарядами
- 53-УЗР… — унитарные выстрелы (патроны) с ЗР снарядами
- 53-УО… — унитарные выстрелы (патроны) с О снарядами
- 53-УОЗР… — унитарные выстрелы (патроны) с ОЗР снарядами
- 53-УОР… — унитарные выстрелы (патроны) с ОР снарядами
- 53-УОФ… — унитарные выстрелы (патроны) с ОФ снарядами
- 53-УОХ… — унитарные выстрелы (патроны) с ОХ снарядами
- 53-УП… — унитарные выстрелы (патроны) с П снарядами
- 53-УПБР… — унитарные выстрелы (патроны) с ПБР снарядами
- 53-УФ… — унитарные выстрелы (патроны) с Ф снарядами
- 53-УШ… — унитарные выстрелы (патроны) с Ш снарядами
- 53-УЩ… — унитарные выстрелы (патроны) с Щ снарядами
- 53-Ф… — фугасные боеприпасы
- 53-Х… — химические боеприпасы
- 53-ХН… — химические боеприпасы с нестойкими ОВ
- 53-ХС… — химические боеприпасы со стойкими ОВ
- 53-ЧР… — трассёры
- 53-Ш… — шрапнели
- 53-Щ… — картечь
- 53-Я… — укупорки (ящики) для боеприпасов

#### Отдел 54 — метательные заряды артиллерии
- 54-А… — заряды пироксилинового пороха для насыпания в гильзу
- 54-АД… — заряды дигликолевого пороха для насыпания в гильзу
- 54-АК… — заряды ксилитанового пороха для насыпания в гильзу
- 54-АН… — заряды нитроглицеринового пороха для насыпания в гильзу
- 54-Б… — заряды пироксилинового пороха в картузах для вкладывания в гильзу
- 54-БД… — заряды дигликолевого пороха в картузах для вкладывания в гильзу
- 54-БН… — заряды нитроглицеринового пороха в картузах для вкладывания в гильзу
- 54-В… — капсюльные втулки
- 54-ВЭ… — электроударные втулки
- 54-Г… — гильзы
- 54-Ж… — заряды пироксилинового пороха в гильзах
- 54-ЖД… — заряды дигликолевого пороха в гильзах
- 54-ЖК… — заряды ксилитанового пороха в гильзах
- 54-ЖКД… — заряды ксилитанового и дигликолевого пороха в гильзах
- 54-ЖН… — заряды нитроглицеринового пороха в гильзах
- 54-З… — заряды пироксилинового пороха в картузах
- 54-ЗН… — заряды нитроглицеринового пороха в картузах
- 54-О… — обтюраторы
- 54-ПГ… — пламегасители
- 54-Р… — пламегасители
- 54-СГ… — гильзы со сгорающим корпусом
- 54-Ф… — флегматизаторы
- 54-Х… — холостые выстрелы
- 54-ХЖ… — холостые выстрелы в гильзах (патроны)
- 54-Я… — укупорки (ящики) для зарядов

#### Отдел 56 — пехотное вооружение
- 56-А… — автоматическое и самозарядное стрелковое оружие
- 56-В… — винтовки, ружья
- 56-Г… — гранатометы, мортирки
- 56-Ж… — магазины, сосуды
- 56-ЖЛ… — патронные коробки (для патронов в лентах)
- 56-ЗТ… — зенитные установки
- 56-И… — инструмент и приспособления
- 56-ИР… — комплекты войсковых калибров
- 56-Л… — патронные ленты
- 56-М… — магазины
- 56-Н… — несамозарядные пистолеты и револьверы
- 56-П… — пулеметы
- 56-Р… — ручные пулеметы
- 56-Т… — станки
- 56-У… — установки
- 56-Х… — холодное оружие
- 56-Ч… — вспомогательные элементы
- 56-Ш… — сумки, ремни, кобуры, чехлы
- 56-Ю… — принадлежности
- 56-ЮЛ… — снаряжательные (набивочные) машинки
- 56-Я… — укупорки (ящики) для пехотного вооружения

#### Отдел 57 — пехотные боеприпасы
- 57-БЗ… — патроны с бронебойно-зажигательными пулями
- 57-БЗТ… — патроны с бронебойно-зажигательно-трассирующими пулями
- 57-БТ… — патроны с бронебойно-трассирующими пулями
- 57-Г… — ручные гранаты
- 57-ГК… — реактивные кумулятивные (противотанковые) гранаты
- 57-ГО… — реактивные осколочные гранаты
- 57-ГУ… — учебные ручные гранаты
- 57-Д… — патроны с дальнобойными (тяжелыми) пулями
- 57-Ж… — запалы для гранат
- 57-З… — патроны с зажигательными пулями
- 57-ЗП… — патроны с зажигательно-пристрелочными пулями
- 57-К… — капсюли
- 57-Н… — патроны с нормализованными пулями (основной боекомплект)
- 57-О… — обоймы
- 57-П… — патроны с пристрелочными пулями
- 57-СД… — сигнальные патроны дневного действия
- 57-СН… — сигнальные патроны ночного действия
- 57-Т… — патроны с трассирующими пулями
- 57-У… — специальные патроны высокого давления или с усиленным зарядом
- 57-Х… — холостые патроны
- 57-Ч… — учебные патроны
- 57-Я… — укупорки (ящики) для боеприпасов

### Группы индексов «новой» системы

#### Отдел 1 (ГРАУ)
Оптические и радиолокационные приборы, системы управления
- 1А… — системы и приборы управления огнём
- 1Б… — датчики, измерительные приборы
- 1В… — средства управления, вычислительные средства
- 1Г… — гироскопические приборы
- 1Д… — лазерные приборы
- 1И… — инструмент и приспособления
- 1К… — комплексы
- 1Л… — радиолокационные станции
- 1Н… — приборы наблюдения
- 1-ОД… — оптические дальномеры
- 1-ОН… — оптические наблюдательные приборы
- 1-ОП… — оптические прицелы
- 1П… — прицелы
- 1ПЗ… — прицелы зенитные
- 1ПН… — приборы ночные
- 1Р… — средства ремонта и технического обслуживания
- 1РЛ… — радиолокационные станции
- 1РС… — радиолокационные станции стрельбовые
- 1С… — самоходные радиолокационные станции
- 1СБ… — бортовые системы ракет
- 1Т… — средства топографической привязки
- 1ТПП… — тепловизионные прицелы
- 1У… — учебно-тренировочные средства
- 1Э… — средства электропитания

#### Отдел 2 (ГРАУ)
Артиллерийские орудия, ракетные комплексы сухопутных войск
- 2А… — пушки, гаубицы, салютные установки
- 2Б… — минометы, боевые машины залпового огня
- 2В… — контрольно-проверочное оборудование
- 2Г… — оборудование для заправки ракет
- 2И… — инструмент, приспособления
- 2К… — ракетные комплексы, комплексы управляемого вооружения
- 2Л… — лафеты
- 2П… — пусковые установки ракет
- 2С… — самоходные артиллерийские установки
- 2Т… — транспортное оборудование ракетных комплексов
- 2У… — учебно-тренировочные средства
- 2Ф… — транспортное оборудование артиллерии
- 2Х… — средства огневой подготовки
- 2Ц… — механические прицелы
- 2Ш… — чехлы, контейнеры
- 2Э… — силовые приводы наведения
- 2Я… — ящики (тара)

#### Отдел 3 (ГРАУ)
Артиллерийские боеприпасы, ракеты
- 3А… — агитационные боеприпасы
- 3Б… — специальные (ядерные) миномётные снаряды
- 3БВ… — специальные (ядерные) артиллерийские снаряды
- 3БК… — бронебойные кумулятивные снаряды
- 3БМ… — бронебойные подкалиберные снаряды
- 3БП… — бронепрожигающие (кумулятивные) снаряды
- 3БР… — бронебойно-трассирующие снаряды
- 3В… — взрыватели
- 3ВА… — выстрелы раздельного заряжания с А боеприпасами
- 3ВБ… — выстрелы раздельного заряжания с Б боеприпасами
- 3ВБВ… — выстрелы раздельного заряжания с БВ боеприпасами
- 3ВБК… — выстрелы раздельного заряжания с БК снарядами
- 3ВБМ… — выстрелы раздельного заряжания с БМ снарядами
- 3ВБП… — выстрелы раздельного заряжания с БП снарядами
- 3ВБР… — выстрелы раздельного заряжания с БР снарядами
- 3ВГ… — выстрелы раздельного заряжания с бетонобойными снарядами
- 3ВД… — выстрелы раздельного заряжания с Д боеприпасами
- 3ВДЦ… — выстрелы раздельного заряжания с ДЦ боеприпасами
  - 3ВЗ… — выстрелы раздельного заряжания с З боеприпасами
- 3ВМ… — взрыватели
- 3ВНС… — выстрелы раздельного заряжания с НС боеприпасами
- 3ВО… — выстрелы раздельного заряжания с О боеприпасами
- 3ВОФ… — выстрелы раздельного заряжания с ОФ боеприпасами
- 3ВП… — выстрелы раздельного заряжания с П боеприпасами
- 3ВРБ… — выстрелы раздельного заряжания с РБ боеприпасами
- 3ВС… — выстрелы раздельного заряжания с С боеприпасами
- 3ВТ… — трубки (дистанционные взрыватели)
- 3ВФ… — выстрелы раздельного заряжания с Ф боеприпасами
- 3ВХ… — выстрелы раздельного заряжания с Х боеприпасами
- 3ВШ… — выстрелы раздельного заряжания с Ш боеприпасами
- 3Д… — дымовые боеприпасы
- 3ДЦ… — дымовые целеуказательные боеприпасы
- 3Ж… — электродетонаторы
- 3-З… — зажигательные боеприпасы
- 3И… — инструмент
- 3КВ… — капсюли-воспламенители
- 3КД… — капсюли-детонаторы
- 3М… — управляемые ракеты
- 3Н… — боевые части ракет
- 3НС… — специальные (химические, помеховые) боеприпасы
- 3-О… — осколочные и кассетные боеприпасы
- 3ОР… — осколочно-трассирующие снаряды
- 3ОФ… — осколочно-фугасные боеприпасы
- 3П… — практические боеприпасы
- 3Р… — неуправляемые тактические ракеты
- 3РБ… — помеховые боеприпасы
- 3С… — светящие (осветительные) боеприпасы
- 3Т… — трубки (дистанционные взрыватели)
- 3УБК… — унитарные выстрелы (патроны) с БК снарядами
- 3УБМ… — унитарные выстрелы (патроны) с БМ снарядами
- 3УБР… — унитарные выстрелы (патроны) с БР снарядами
- 3УД… — унитарные выстрелы (патроны) с Д снарядами
- 3УО… — унитарные выстрелы (патроны) с О снарядами
- 3УОР… — унитарные выстрелы (патроны) с ОР снарядами
- 3УОФ… — унитарные выстрелы (патроны) с ОФ снарядами
- 3УП… — унитарные выстрелы (патроны) с П снарядами
- 3УШ… — унитарные выстрелы (патроны) с Ш снарядами
- 3Ф… — фугасные боеприпасы
- 3Х… — химические боеприпасы
- 3Ц… — ракетные двигатели
- 3ЧР… — трассёры
- 3Ш… — снаряды с готовыми поражающими элементами
- 3Э… — взрыватели ракет
- 3Я… — укупорка (ящики) для боеприпасов, ракет

#### Отдел 4 (ГРАУ)
Метательные заряды артиллерии
- 4А… — заряды пироксилинового пороха для насыпания в гильзу
- 4АД… — заряды нитродигликолевого пороха для насыпания в гильзу
- 4Б… — заряды пироксилинового пороха в картузах и пучках для вкладывания в гильзу
- 4БН… — заряды нитроглицеринового пороха в картузах и пучках для вкладывания в гильзу
- 4В… — капсюльные втулки, донные взрыватели
- 4Г… — гильзы
- 4Д… — дополнительные заряды
- 4Ж… — заряды пироксилинового пороха в гильзах
- 4ЖД… — заряды нитродигликолевого пороха в гильзах
- 4ЖН… — заряды нитроглицеринового пороха в гильзах
- 4-З… — заряды пироксилинового пороха в картузах
- 4Л… — заряды трассёров, твердотопливных ракетных двигателей
- 4С… — заряды твердотопливных ракетных двигателей, элементы динамической защиты танков
- 4Х… — холостые выстрелы, имитационные патроны
- 4Я… — укупорки (ящики) для зарядов

#### Отдел 6 (ГРАУ)
Пехотное вооружение
- 6Б… — средства индивидуальной бронезащиты
- 6В… — винтовки
- 6Г… — гранатометы
- 6Ж… — патронные коробки
- 6И… — инструмент
- 6Л… — патронные ленты, магазины, патронные коробки
- 6П… — стрелковое оружие
- 6С… — стрелковые комплексы
- 6Т… — станки
- 6У… — установки
- 6Х… — холодное оружие
- 6Ц… — прицелы
- 6Ч… — вспомогательные приспособления
- 6Ш… — сумки, чехлы, ремни, кобуры, транспортные жилеты, рюкзаки[1]
- 6Ю… — принадлежности
- 6Я… — укупорки (ящики)

#### Отдел 7 (ГРАУ)
Пехотные боеприпасы
- 7БЗ… — патроны с бронебойно-зажигательными пулями
- 7БТ… — патроны с бронебойно-трассирующими пулями
- 7В… — взрыватели для гранат
- 7Г… — гранаты
- 7Ж… — запалы для гранат
- 7-З… — патроны с зажигательными пулями
- 7-ЗП… — патроны с пристрелочно-зажигательными пулями
- 7К… — капсюли-детонаторы
- 7КВ… — капсюли-воспламенители
- 7Н… — нормализованные патроны (основной боекомплект)
- 7П… — выстрелы гранатометов
- 7С… — сигнальные и осветительные патроны
- 7Т… — патроны с трассирующими пулями
- 7У… — патроны с уменьшенной скоростью пули
- 7Х… — холостые и учебные патроны
- 7Щ… — специальные патроны (вышибные, высокого давления, с усиленным зарядом)
- 7Я… — укупорки (ящики) для боеприпасов

#### Отдел 9 (ГРАУ)
Ракетное вооружение
- 9А… — боевые машины ракетных комплексов
- 9Б… — бортовые элементы систем управления ракет
- 9В… — контрольно-проверочное оборудование
- 9Г… — оборудование для заправки ракет
- 9Д… — ракетные двигатели
- 9И… — системы электропитания ракетных комплексов
- 9К… — ракетные комплексы
- 9М… — ракеты
- 9Н… — боевые части ракет
- 9П… — пусковые установки
- 9С… — средства управления ракетных комплексов
- 9Т… — транспортное оборудование
- 9Ф… — учебно-тренировочное оборудование
- 9Х… — заряды твердотопливных ракетных двигателей, трассёров, разрывные заряды
- 9Ш… — оптические прицельные приборы
- 9Э… — взрывательные устройства, головки самонаведения
- 9Я… — укупорки (ящики)

#### Отдел 8 (ГРАУ, позднее УРВ РВСН)
Ракетная техника
- 8А… — баллистические ракеты, ракеты-носители
- 8В… — взрывательные устройства
- 8Г… — заправочное оборудование
- 8Д… — ракетные двигатели
- 8К… — баллистические ракеты, ракеты-носители
  - 8К6… — ракеты разработки ОКБ-586
  - 8К7… — ракеты разработки ОКБ-1
  - 8К8… — ракеты разработки ОКБ-52
  - 8К9… — твердотопливные ракеты
- 8Л… — бортовые агрегаты систем управления ракет
- 8Н… — наземное оборудование
- 8П… — стартовые комплексы. 8П7… — шахтные, 8П8… — наземные
- 8С… — сборочные блоки (ступени) ракет
- 8Т… — транспортное оборудование
- 8У… — стартовое оборудование, а также специальные (атомные) авиабомбы
- 8Ф… — головные части ракет
- 8Ш… — оптические приборы прицеливания
- 8Ю… — вспомогательное оборудование
- 8Я… — контейнеры, чехлы

#### Отдел 11 (ГУКОС)
Ракетно-космическая техника
- 11А… — ракеты-носители
- 11В… — целевое оборудование космических аппаратов
- 11Г… — заправочное оборудование
- 11Д… — ракетные двигатели
- 11И… — инструмент и приспособления
- 11К… — ракеты-носители
- 11Л… — бортовые агрегаты систем управления ракет и космических аппаратов
- 11М… — бортовое оборудование космических аппаратов
- 11Н… — наземное оборудование
- 11П… — стартовые и технические комплексы
  - 11П… — технические комплексы
  - 11П8… — наземные стартовые комплексы
- 11Р… — бортовое радиооборудование космических аппаратов
- 11С… — сборочные блоки (ступени, головные обтекатели) ракет
- 11Т… — транспортное оборудование
- 11У… — стартовое оборудование
- 11Ф… — космические аппараты
- 11Ц… — наземное оборудование управления полетом
- 11Ш… — оптические приборы прицеливания
- 11Э… — наземные системы электроснабжения
- 11Ю… — вспомогательное оборудование

#### Отдел 14 (ГУКОС)
Ракетно-космическая техника
- 14А… — ракеты-носители
- 14Г… — заправочное оборудование
- 14Д… — ракетные двигатели
- 14И… — инструмент и приспособления
- 14К… — ракетно-космические комплексы
- 14Л… — бортовые агрегаты систем управления ракет и космических аппаратов
- 14М… — бортовое оборудование космических аппаратов
- 14Н… — наземное оборудование
- 14П… — стартовые и технические комплексы
- 14С… — сборочные блоки (ступени, головные обтекатели) ракет
- 14Т… — транспортное оборудование
- 14У… — стартовое оборудование
- 14Ф… — космические аппараты
- 14Ц… — наземное оборудование управления полетом, приемные устройства космических навигационных систем
- 14Ш… — оптические приборы прицеливания
- 14Э… — наземные системы электроснабжения

#### Отдел 15 (УРВ РВСН)
Ракетная техника
- 15А… — баллистические ракеты (жидкостные)
- 15Б… — бортовые системы ракет
- 15В… — системы управления и связи РВСН
- 15Г… — заправочное оборудование
- 15Д… — ракетные двигатели
- 15Ж… — баллистические ракеты (твердотопливные)
- 15И… — инструмент и приспособления
- 15Л… — бортовые агрегаты систем управления ракет
- 15Н… — наземное оборудование
- 15П… — Ракетные, стартовые и технические комплексы
  - 15П6… — подвижные грунтовые ракетные комплексы,
  - 15П7… — шахтные стартовые,
  - 15П8… — наземные стартовые,
  - 15П9… — боевые железнодорожные ракетные комплексы
- 15Р… — системы электроснабжения РВСН
- 15С… — сборочные блоки (ступени) ракет
- 15Т… — транспортное оборудование
- 15У… — стартовое оборудование
- 15Ф… — головные части ракет, боевые блоки
- 15Х… — заряды твердотопливных ракетных двигателей
- 15Ш… — оптические приборы прицеливания
- 15Э… — системы управления и связи РВСН
- 15Я… — контейнеры

#### Отдел 17 (ГУКОС)
Ракетно-космическая техника
- 17В… — целевое оборудование космических аппаратов
- 17Г… — заправочное оборудование
- 17Д… — ракетные двигатели
- 17И… — инструмент и приспособления
- 17К… — ракетно-космические комплексы
- 17Л… — бортовые агрегаты систем управления ракет и космических аппаратов
- 17М… — бортовое оборудование космических аппаратов
- 17Н… — наземное оборудование
- 17П… — стартовые и технические комплексы
- 17Р… — бортовое радиооборудование космических аппаратов
- 17С… — сборочные блоки (ступени, головные обтекатели) ракет
- 17Т… — транспортное оборудование
- 17У… — стартовое оборудование
- 17Ф… — космические аппараты
- 17Х… — заряды твердотопливных ракетных двигателей
- 17Ц… — наземное оборудование управления полетом
- 17Ш… — оптические приборы прицеливания
- 17Э… — наземные системы электроснабжения
- 17Я… — контейнеры, чехлы

## УРАВ ВМФ и УВ ВВС
Системы индексации, схожие со «старой», имеют Управление ракетно-артиллерийского вооружения ВМФ и Управление вооружения ВВС.
Для боеприпасов артиллерии ВМФ используется тот же принцип построения индекса, за исключением первых двух цифр индекса, вместо которых используются сочетания А3 (для боеприпасов) или А4 (для зарядов). Ещё одним отличием стал порядок нумерации образцов, который шёл в порядке уменьшения калибра, то есть большему номеру соответствовал меньший калибр.
С появлением ракетной техники на вооружении ВМФ была введена новая система обозначений, которая, однако, сохранила принцип «старой» системы индексации, согласно которому изделия, относящиеся к одному комплексу, получали одинаковые или близкие номера, например: 4К-75 — БРПЛ Р-29, 4Д-75 — двигатель 1-й ступени этой ракеты, а 4Д-76 — двигатель 2-й ступени. Для этой системы обозначений характерны первая цифра 4 и двухзначный номер.
Позднее, в связи с тем, что свободные двузначные номера во введённой системе закончились, была введена система индексации, в которой были изменены первая цифра (3) и ряд значений букв. Если в ранней системе ракеты обозначались 4К… (напр. 4К-44), то в поздней — 3М… (напр. 3М-80).
Управление вооружения ВВС до середины 1950-х годов использовало вместо двух цифр в начале индекса одну, от 2 до 8. Цифра указывала на тип вооружения, например, для бомбового вооружения использовались цифры 7 и 8. В остальном, структура индексов повторяла структуру «старой» системы ГАУ. В дальнейшем УВ ВВС ввело новую систему обозначений, в которой первую цифру заменили на 9, например 9-А-624. У новой системы были следующие особенности: элементы, входящие в состав головного изделия, получали одинаковые номера; головное изделие получало индекс типа 9-А…, а входящие в его состав элементы — другие буквы или их сочетания. При этом тип (ракетное, артиллерийское или бомбовое вооружение) в индексе головного изделия не отражался.

### Группы индексов УРАВ ВМФ
Отдел А3 — артиллерийские боеприпасы
- А3-Б… — бронебойные снаряды
- А3-БР… — бронебойно-трассирующие снаряды
- А3-ВГ… — взрыватели головные
- А3-ДГ… — дистанционные гранаты (зенитные снаряды)
- А3-ДС… — дальнобойные снаряды
- А3-ЗЖ… — зажигательные снаряды
- А3-ЗП… — зенитные практические снаряды
- А3-ЗС… — зенитные снаряды
- А3-Н… — ныряющие снаряды
- А3-ОГ… — осколочные гранаты
- А3-ОЗР… — осколочно-зажигательно-трассирующие снаряды
- А3-ОПС… — осколочные практические снаряды
- А3-ОР… — осколочно-трассирующие снаряды
- А3-ОФ… — осколочно-фугасные снаряды
- А3-ПБ… — полубронебойные снаряды
- А3-ПС… — практические снаряды
- А3-ПСР… — практические трассирующие снаряды
- А3-ПТСТ… — поплавковые турбореактивные снаряды тепловых помех
- А3-РП… — снаряды радиолокационных помех
- А3-СБ… — светящие (осветительные) беспарашютные снаряды
- А3-СГ… — глубоководные снаряды
- А3-СК… — снаряды комбинированных помех
- А3-СМЗ… — снаряды маскирующих завес
- А3-СО… — снаряды оптических помех
- А3-СП… — светящие (осветительные) парашютные снаряды
- А3-СПС… — специальные практические снаряды
- А3-СР… — снаряды радиолокационных помех
- А3-Т… — трубки (дистанционные неконтактные взрыватели)
- А3-ТС… — термобарические снаряды
- А3-ТСО… — турбореактивные снаряды оптических помех
- А3-ТСП… — турбореактивные снаряды пассивных помех
- А3-ТСТ… — турбореактивные снаряды тепловых помех
- А3-ТСТВ… — турбореактивные снаряды телевизионных помех
- А3-УБР… — унитарные выстрелы (патроны) с БР снарядами
- А3-УЖП… — прогревные унитарные выстрелы (патроны)
- А3-УЖР… — разрядочные унитарные выстрелы (патроны)
- А3-УЗС… — унитарные выстрелы (патроны) с ЗС снарядами
- А3-УЗСБ… — унитарные выстрелы (патроны) с ЗС снарядами и боевыми зарядами
- А3-УОЗР… — унитарные выстрелы (патроны) с ОЗР снарядами
- А3-УОР… — унитарные выстрелы (патроны) с ОР снарядами
- А3-УОФ… — унитарные выстрелы (патроны) с ОФ снарядами
- А3-УОФБ… — унитарные выстрелы (патроны) с ОФ снарядами и боевыми зарядами
- А3-УПС… — унитарные выстрелы (патроны) с ПС снарядами
- А3-УПСБ… — унитарные выстрелы (патроны) с ПС снарядами и боевыми зарядами
- А3-УФ… — унитарные выстрелы (патроны) с Ф снарядами
- А3-УФБ… — унитарные выстрелы (патроны) с Ф снарядами и боевыми зарядами
- А3-УФЗ… — унитарные выстрелы (патроны) с ФЗ снарядами
- А3-УХ… — холостые унитарные выстрелы (патроны)
- А3-УЧ… — учебные унитарные выстрелы (патроны)
- А3-Ф… — фугасные снаряды
- А3-ФЗ… — фугасно-зажигательные снаряды
- А3-Ш… — шрапнели
- А3-Я… — укупорка для боеприпасов

Отдел А4 — метательные заряды артиллерии
- А4-АБ… — боевые заряды для насыпания в гильзу
- А4-АСБ… — специальные заряды для осветительных беспарашютных снарядов для насыпания в гильзу
- А4-АУМ… — уменьшенные заряды для насыпания в гильзу
- А4-ЗБ… — боевые заряды в картузе
- А4-ЗДС… — заряды в картузе для дальнобойных снарядов
- А4-ЗПБ… — пониженно-боевые заряды в картузе
- А4-ЗСБ… — специальные заряды в картузе для осветительных беспарашютных снарядов
- А4-ЗСН… — специальные заряды в картузе для ныряющих снарядов
- А4-ЗСП… — специальные заряды в картузе для осветительных парашютных снарядов
- А4-ЗУБ… — усиленно-боевые заряды в картузе
- А4-ЗУМ… — уменьшенные заряды в картузе
- А4-ЖБ… — боевые заряды в гильзе
- А4-ЖСБ… — специальные заряды в гильзе для осветительных беспарашютных снарядов
- А4-ЖУМ… — уменьшенные заряды в гильзе
- А4-ФЛ… — флегматизаторы

Отдел 3 — управляемое ракетное оружие
- 3А… — навигационно-вычислительное оборудование ракет
- 3Б… — изделия бортовых систем ракет
- 3В… — взрывательные устройства ракет
- 3Г… — боевые части ракет
- 3Д… — маршевые ракетные двигатели
- 3И… — вспомогательное оборудования для проверки и обслуживания
- 3К… — ракетные комплексы
- 3Л… — стартовые ракетные ускорители
- 3М… — управляемые ракеты
- 3Р… — радиолокационные станции наведения УРО
- 3С… — пусковые установки
- 3Ф… — комплексы наземного оборудования
- 3Ц… — радиолокационные станции целеуказания УРО
- 3Ч… — оптико-электронные прицельные средства
- 3Ш… — заряды твердотопливных ракетных двигателей

Отдел 4 — управляемое ракетное оружие
- 4А… — навигационно-вычислительное оборудование ракет
- 4Б… — изделия бортовых систем ракет
- 4В… — взрывательные устройства ракет
- 4Г… — боевые части ракет
- 4Д… — маршевые ракетные двигатели
- 4И… — вспомогательное оборудования для проверки и обслуживания
- 4Е… — бортовые источники питания ракет
- 4К… — управляемые ракеты
- 4Л… — стартовые ракетные ускорители
- 4Р… — радиолокационные станции наведения УРО
- 4С… — пусковые установки
- 4Ф… — комплексы наземного оборудования
- 4Ц… — радиолокационные станции целеуказания УРО
- 4Ч… — оптико-электронные прицельные средства
- 4Ш… — заряды твердотопливных ракетных двигателей

### Группы индексов УВ ВВС
- 3-БЗТ… — патроны с бронебойно-зажигательно-трассирующими снарядами
- 3-В… — взрыватели для снарядов
- 3-Ж… — метательные заряды для патронов
- 3-ОЗТ… — патроны с осколочно-зажигательно-трассирующими снарядами
- 4-БЗТ… — патроны с бронебойно-зажигательно-трассирующими снарядами
- 4-Г… — гильзы патронов
- 4-ОЗТ… — патроны с осколочно-зажигательно-трассирующими снарядами
- 5-Т… — стрелковые установки
- 6-Б… — патроны с бронебойно-зажигательно-трассирующими снарядами
- 6-Г… — гильзы патронов
- 6-Ж… — метательные заряды для патронов
- 6-О… — патроны с осколочно-зажигательно-трассирующими снарядами
- 6-Т… — трассёры для снарядов
- 7-А… — агитационные авиабомбы
- 7-АС… — бомбо-ампульные связки
- 7-Б… — бронебойные авиабомбы
- 7-БР… — бронебойные авиабомбы
- 7-БТ… — бетонобойные авиабомбы
- 7-В… — взрыватели
- 7-Г… — авиационные гранаты
- 7-З… — зажигательные авиабомбы
- 7-К… — кассеты
- 7-Л… — лебедки
- 7-М… — мостовые авиабомбы, огневые мешки
- 7-МБ… — бронебойные авиабомбы с дополнительной скоростью
- 7-О… — осколочные авиабомбы
- 7-ОФ… — осколочно-фугасные авиабомбы
- 7-П… — практические авиабомбы, пульты управления
- 7-ПП… — пиропатроны
- 7-С… — светящие (осветительные) авиабомбы, шашки и ракеты
- 7-Т… — противотанковые авиабомбы
- 7-У… — бомбодержатели
- 7-Ф… — фугасные авиабомбы
- 7-Ч… — защелки бомбодержателей
- 7-Ш… — навигационные (ориентирные) авиабомбы, а также замки бомбодержателей
- 7-Щ… — ночные навигационные осветительные и ротативно-рассеивающие авиабомбы
- 7-Э… — механизмы бомбодержателей
- 7-Я… — укупорки (ящики)
- 8-АА… — авиационные ампулы
- 8-Д… — дымовые авиабомбы
- 8-З… — зажигательные авиабомбы
- 8-Ф… — фугасные авиабомбы

## Порядок присвоения индексов
Индексы «старой» системы ГАУ и УВ ВВС присваивались изделиям при принятии на вооружение. Впервые индекс публиковался в Артиллерийском журнале НТК ГАУ. В случае замены образца на новый, но близкий по характеристикам, индекс сохранялся. Так было, например, при замене фугасной авиабомбы ФАБ-250св на авиабомбу модели 1943 года ФАБ-250М43. Индекс обоих образцов — 7-Ф-325.
«Новые» индексы присваивались на этапе подписания ТЗ на ОКР по созданию соответствующих образцов. В ряде случаев проектировавшиеся образцы не поступали на вооружение, однако индексы таких образцов более не использовались. Также в ходе утверждения ТЗ образцу присваивался шифр, то есть словесное обозначение образца.